# Maia Reficco
Maia Reficco Viqueira, född 14 juli 2000 i Boston, Massachusetts, är en amerikansk-argentinsk skådespelare och sångare. Hon är känd för roller i Nickelodeon Latinamerika originalserien, Kally's Mashup, och i skräckthrillerserien Pretty Little Liars: Original Sin, en spinoff av Pretty Little Liars.

## Liv och karriär

### Tidiga år
Reficco föddes i Boston, Massachusetts, och vid sex års ålder flyttade hon till Buenos Aires, Argentina, med sin familj av argentinskt ursprung. Från ung ålder visade hon intresse för musik, sång och spelade gitarr, piano, saxofon och ukulele. Hennes mamma Katie Viqueira är sångerska och sångpedagog och är chef för sitt eget Center for Vocal Art, och hennes pappa Ezequiel Reficco är professor vid University of Los Andes i Bogotá. Hon har en yngre bror, Joaquín Reficco Viqueira, som också är sångare. Reficco höll på med akrobatik i 11 år. Vid 15 års ålder reste hon till Los Angeles, och bodde hos Claudia Brant, där hon fick möjlighet att studera sång hos Eric Vetro, en sångcoach för artister som Ariana Grande, Camila Cabello och Shawn Mendes. Hon deltog också i ett femveckors program vid Berklee College of Music i Boston där hon utmärkte sig och fick ett stipendium.
Hon kom till Nickelodeon Latinamerika-projektet Kally's Mashup tack vare Claudia Brant och det sociala nätverket Instagram; Brant var den som stod för att skicka omslagen som Reficco gjorde av olika artister och laddade upp på plattformen, sedan kontaktades hon av produktionen av serien för en audition. Reficco provspelade med Ariana Grande-låten "Dangerous Woman". Hon lyckades få huvudrollen i serien som spelar Kally Ponce. Reficco skrev på med skivbolaget Deep Well Records och reste till Miami för att spela in musik till serien. Den 19 oktober 2017 dök Reficco upp för första gången på Kids' Choice Awards Argentina och presenterade temalåten för serien "Key of Life".
I augusti 2018 uppträdde Reficco på Kids' Choice Awards Mexiko, där hon sjöng låten "World's Collide" och "Unísono" med skådespelarna i Kally's Mashup. Samma månad, i en intervju med Billboard Argentina, bekräftade Reficco att hon arbetade på sitt skivmaterial som solist tillsammans med ett större bolag, samt avslöjade att hennes debutalbum kommer att vara av pop- och R&B-genren. Hennes album kommer också att vara helt på engelska. Hon uppträdde på KCA Argentina 2018, där hon sjöng låten "World's Collide" och "Unísono" igen med skådespelarna i Kally's Mashup. Den 7 november dök Reficco upp på Meus Prêmios Nick 2018, där hon framförde samma låtar igen, men den här gången "Unísono", tillsammans med Alex Hoyer och Lalo Brito; samma kväll belönades Reficco som "Favorit TV-artist". 2022 dök hon upp i Do Revenge, en Netflix-film, och spelade som Noa Olivar i HBO Max-serien Pretty Little Liars: Original Sin.

## Filmografi

### TV/film
| År           | Titel                                    | Karaktär     | Noteringar                                  |
| ------------ | ---------------------------------------- | ------------ | ------------------------------------------- |
| 2017–2019    | Kally's Mashup                           | Kally Ponce  | TV serie (Nickelodeon); 120 episodes        |
| 2019         | Club 57                                  | Kally Ponce  | TV serie (Nickelodeon); 1 episode           |
| 2021         | Kally's Mashup ¡Un cumpleaños muy Kally! | Kally Ponce  | tv-film (Nickelodeon)                       |
| 2022–present | Pretty Little Liars: Original Sin        | Noa Olivar   | strömmande tv-serier (HBO Max); 10 episodes |
| 2022         | Do Revenge                               | Montana Ruiz | strömmande tv-film (Netflix)                |
| TBA          | One Fast Move                            | Camila       |                                             |
| TBA          | A Cuban Girl's Guide to Tea and Tomorrow | Lila Reyes   |                                             |